# Эйлеровы числа
Эйлеровы числа (или числа Эйлера) — целые числа {\displaystyle E_{0},E_{1},E_{2},\dots }, использующиеся при разложении  гиперболического секанса в степенной ряд
{\displaystyle {\frac {1}{\operatorname {ch} (t)}}={\frac {2}{e^{t}+e^{-t}}}=\sum _{n=0}^{\infty }{\frac {E_{n}\cdot t^{n}}{n!}}}.
Здесь ch(t) обозначает гиперболический косинус. 
Так как функция ch(t) чётная, то 
{\displaystyle E_{1}=E_{3}=E_{5}=\dots =E_{2n+1}=\dots =0}
Начальные числа Эйлера с чётными индексами (последовательность A028296 в OEIS):
E0 = 1
E2 = −1
E4 = 5
E6 = −61
E8 = 1385
E10 = −50521
Эйлеровы числа связаны с числами Бернулли следующими соотношениями:
{\displaystyle E_{n-1}={\frac {(4B-1)^{n}-(4B-3)^{n}}{2n}},}
{\displaystyle E_{2n}={\frac {4^{2n+1}}{2n+1}}(B-0.25)^{2n+1}.}
После раскрытия скобок степень числа B следует заменить на индекс.